# Werner Taesler

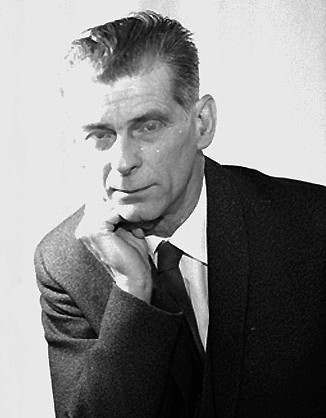
Werner Taesler 1960

Werner Taesler (* 5. November 1907 in Teupitz bei Berlin; † 2. März 1994 in Örebro, Schweden) war ein deutscher Architekt.

## Leben

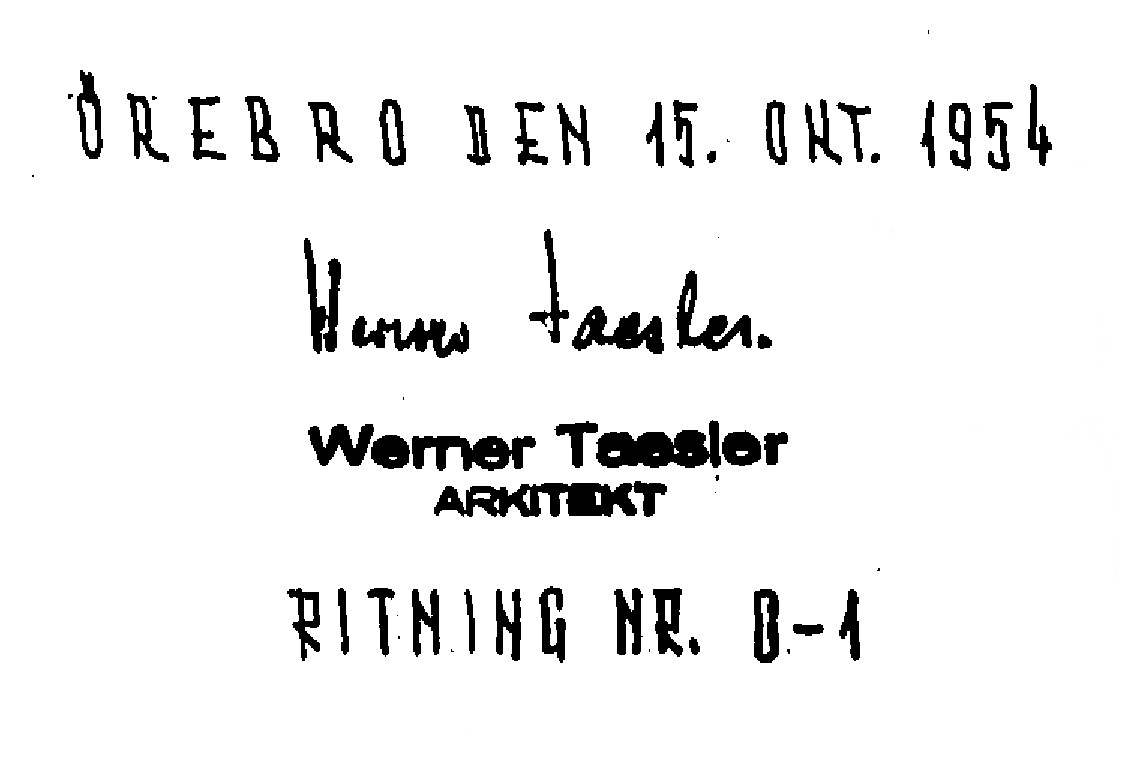
Taeslers Signatur 1955

Werner Taesler legte 1927 das Abitur in Strausberg ab und erwarb handwerkliche Praxis als Maler in Berlin, bevor er ab 1928 an der Kunstakademie Kassel Bildhauerei und Architektur studierte. 1929 wechselte er an das Bauhaus Dessau und studierte dort Möbeldesign und Architektur. Von 1929 bis 1931 studierte er an der Technischen Hochschule Berlin, an der er sich im Fach Architektur einschrieb.
In Berlin engagierte er sich in der Kommunistischen Partei Deutschlands (KPD), studierte bei Bruno Taut (1880–1938) das Wohnungselend der Stadt und organisierte 1931 unter Arthur Korn (1881–1978) eine proletarische Bauausstellung. Von 1931 bis 1935 arbeitete Taesler unter dem Stadtplaner Ernst May (1886–1970) in der Sowjetunion, wo er als Mitglied der „Maybrigade“ für die Planung und Ausführung von Wohnhäusern in den neuen Industriezentren des ersten Fünfjahresplans tätig wurde (u. a. Kusnezk, Magnitogorsk, Kemerowo). Da Taesler in Deutschland auf der Fahndungsliste der Gestapo stand und vom bürokratischen Sozialismus in der Sowjetunion enttäuscht war, ging er zusammen mit seiner aus Odessa stammenden Frau Irene Wurster 1935 nach Schweden ins Exil. Allerdings konnte er erst 1947 die schwedische Staatsangehörigkeit erwerben, da er als Sozialist unter Beobachtung der schwedischen Polizei stand und von der Komintern auf eine Todesliste gesetzt worden war, die sich gegen Trotzkisten richtete.
In Schweden arbeitete Taesler zeitweise bei wichtigen Vertretern des schwedischen Funktionalismus, die sich in der Gruppe acceptera (u. a. Sven Markelius (1889–1972) und Wolter Gahn (1890–1985)) zusammengefunden hatten. Ende der 1930er Jahre war er im Architekturbüro von Kooperativa Förbundet, später bei Nils Gustav Brink (1912–1983) tätig, bis er sich 1951 in der schwedischen Stadt Örebro selbständig machte. Gegen Kriegsende hatte Taesler Überlegungen zum Wiederaufbau der zerstörten deutschen Städte angestellt und 1944 zusammen mit dem befreundeten Architekten und Stadtplaner Fred Forbát (1897–1972) in Stockholm die erste Tagung der Internationalen Architektengruppe zum Studium von Wiederaufbauproblemen organisiert.
In den späteren Lebensjahren wandte sich Taesler in seinen Schriften dem Naturschutz und der Gestaltung eines sanften Tourismus in Schweden zu. Seine zeit- und architekturgeschichtlich interessanten Aufzeichnungen, in denen er auch seine umfangreichen Reisen durch den asiatischen Teil der Sowjetunion schilderte, erschienen gedruckt im Jahre 2019.

## Bauten (Auswahl)

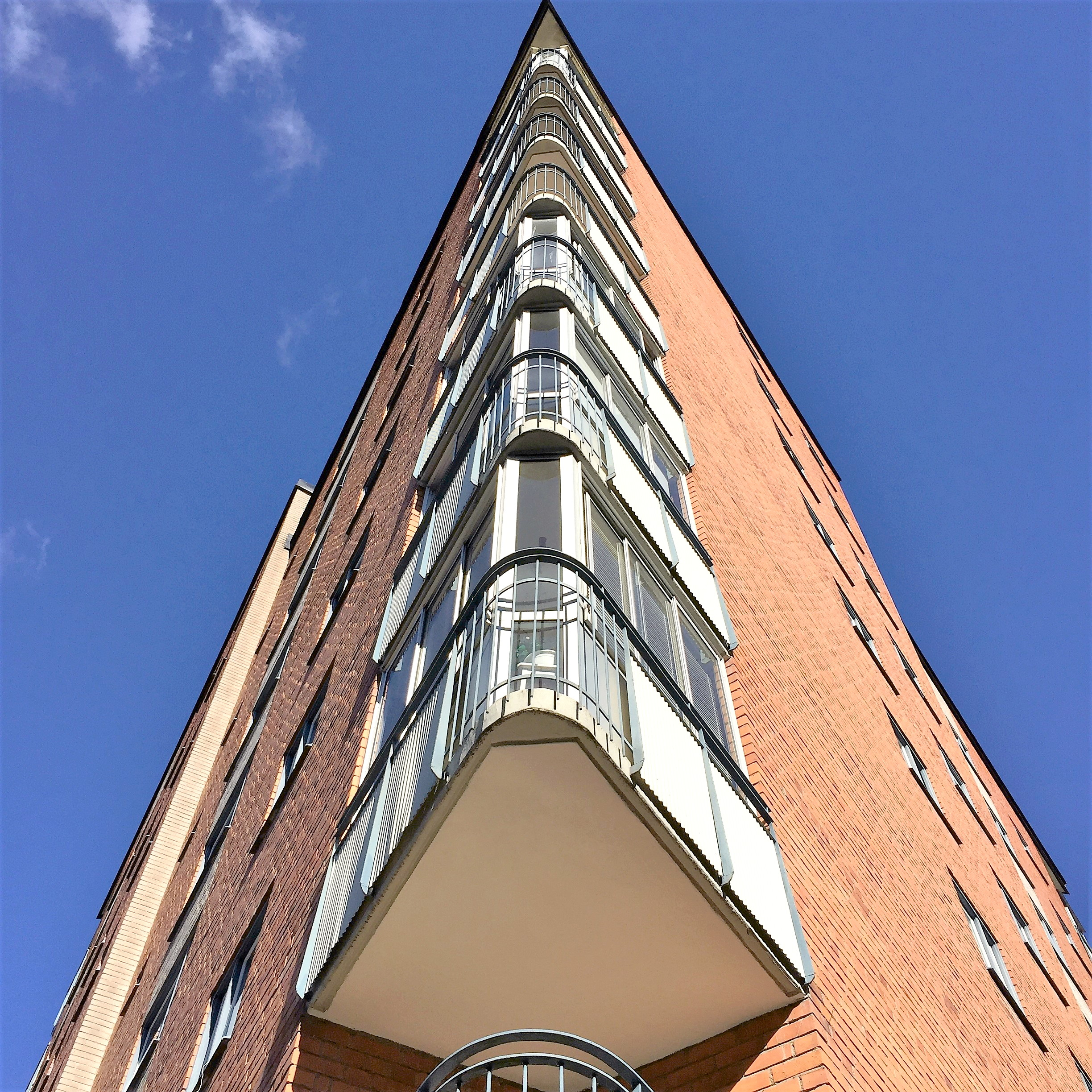
Triangel-Haus, Stockholm Fruängen (1957), Foto Ekkehard Henschke

- Triangel-Haus für Siedlung und Wohnhäuser in Schweden (Wettbewerb 1951)
- Triangel-Haus in Stockholm Fruängen (1955), kulturhistorisch wertvoll
- Ferienanlage Ånnaboda bei Örebro (um 1960)
- Ingenieur- und Berufsschule in Karlskoga (um 1965)

## Schriften
- Flüchtling in drei Ländern. Ein Bauhaus-Architekt und Sozialist in Deutschland, der Sowjetunion und Schweden. Hrsg. u. komment. u. mit einem Nachwort vers. von Ekkehard Henschke. Stuttgart 2019, ISBN 978-3-95612-108-1.
- Hur land blev landskap [Wie Landschaft aus Land entstand]. Malmö 1985, ISBN 913-861-371-9. [2008 als Hörbuch].
- Jordbrukarnas bostäder och arbetsplatser i Sovjetunionen [Wohnungen und Arbeitsplätze  der Bauern in der Sowjetunion]. In: Byggmästaren. 1935, Nr. 20, S. 112–120.
- Sjukhusbyggandet i Sovjetunionen [Krankenhausbau in der Sowjetunion]. In: Arkitektur och samhälle. Nr. 1, Jg. 4, 1935, S. 33–52.
- Bostadsbyggandet  i  Sovjetunionen [Wohnungsbau in der Sowjetunion]. In: Byggmästaren. 1936, S. 213–226.